# 23 Lekka Brygada Pancerna (ZSRR)
23 Lekka Brygada Pancerna (znana też jako: 23 Brygada Czołgów Lekkich, 23 Brygada Pancerna) – jedna z brygad radzieckich wojsk pancernych, m.in. okresu II wojny światowej.
Wchodziła w skład V Korpusu Kawalerii Kamienieckiej Grupy Armii w Kijowskim Specjalnym Okręgu Wojskowym, a po jego przemianowaniu we wrześniu 1939 we Froncie Ukraińskim.
W dniu agresji na Polskę brygada posiadała 8 czołgów T-26, 209 czołgów BT i 5 samochodów pancernych.

## Działania bojowe
17 września 1939 brygada przeprawiła się przez Zbrucz i rozpoczęła marsz na Borszczów–Kołomyję. Około 16.00 prawa kolumna brygady osiągnęła rejon Horodenki. W czasie działań nie napotkała oporu i wzięła do niewoli około 500 jeńców. Następnego dnia kontynuowała marsz w kierunku Kołomyi. W rejonie Horodenka–Potoczyska zniszczono 6 polskich samolotów, rozbrojono I wzięto do niewoli 5 kolumn polskich wojsk kierujących się ku granicy rumuńskiej. W kolejnym dniu zdobyła Kołomyję biorąc do niewoli setki polskich żołnierzy. W czasie marszu na trasie Kołomyja–Stanisławów napotkała na liczne przeszkody – zawały, miny i przekopane w poprzek drogi. Około 14.00 brygada uchwyciła Stanisławów, a godzinę później mosty przez Dniestr. Na odcinku Stanisławów–Halicz rozbiła szwadron polskiej kawalerii i pluton czołgów. 20 września, po 140 km marszu, brygada doszła sowiecko-niemieckiej linii demarkacyjnej na rzece Stryj. 27 września brygada skoncentrowała się w Stryju.
Do działań brygada wyprowadziła 228 wozów bojowych. Po ich zakończeniu pozostało 228 sprawnych wozów bojowych. Zginęło 3 żołnierzy.

## Struktura organizacyjna
W 1939
- 151 batalion czołgów
- 154 batalion czołgów
- 174 batalion czołgów
- 175 batalion czołgów
- batalion rozpoznawczy
- 306 batalion remontowy
- 343 batalion transportowy

## Dowódcy brygady
- płk Tymofiej Miszanin (był w 1939)[5][6]